# Ahmet Suat Özyazıcı
Ahmet Suat Özyazıcı (Trebisonda, 1º gennaio 1936 – Trebisonda, 18 febbraio 2023) è stato un allenatore di calcio e calciatore turco, di ruolo difensore.

## Carriera
Da calciatore ricoprì il ruolo di difensore in tre squadre della sua città natale: il Trabzon Yolspor, il Trabzon İdmanocağı e infine il Trabzonspor. Prese parte anche alle olimpiadi di Roma del 1960, dove disputò 3 partite.
Conclusa la carriera di giocatore divenne allenatore e guidò il Trabzonspor in 7 diversi periodi vincendo 4 volte il campionato turco, 3 Coppe di Turchia, 5 Supercoppe turche e 2 Coppe del Primo Ministro.

## Palmarès

### Allenatore
- Campionato turco: 4

Trabzonspor: 1975-1976, 1976-1977, 1979-1980, 1983-1984
- Coppa di Turchia: 3  (record condiviso con Fatih Terim, Gündüz Kılıç, e Aykut Kocaman)

Trabzonspor: 1976-1977, 1977-1978, 1983-1984
- Supercoppa turca: 5  (record condiviso con Fatih Terim)

Trabzonspor: 1976, 1977, 1978, 1980, 1983
- Coppa del Primo Ministro: 2

Trabzonspor: 1976, 1978